# Ahl al-Ra'y
Ahl ar-ra'y (en arabe : أهل الرأي ou aṣḥāb al-raʾy, partisans du ra'y, du « bon sens » ou de la « discrétion rationnelle ») étaient un des premiers mouvements islamiques préconisant l'utilisation du raisonnement pour parvenir à des décisions juridiques. Il faisait partie de l'un des trois principaux groupes débattant des sources de la loi islamique au deuxième siècle de l'Islam, les deux autres étant ahl al-kalam (théologiens spéculatifs) et ashab al-hadith (les partisans du hadith qui ont finalement prévalu).
Ses partisans, qui comprenaient de nombreux juristes des écoles Hanafite et Malikite, utilisaient le terme ra'y pour désigner un raisonnement « sain » ou « réfléchi », tel que la qiyas (déduction analogique). Leurs opposants du mouvement ahl al-hadith  soutenaient que le Coran et les hadith authentiques étaient les seules sources admissibles de la loi islamique, et se sont opposés à toute utilisation du ra'y dans la jurisprudence, que ce soit sous la forme des qiyas, istislah (considération de l'intérêt public ), ou des hiyal (subterfuges juridiques). Selon Daniel W. Brown, les Ahl al-ray ont toujours pensé que les hadiths devraient «parfois être soumis à d'autres principes primordiaux» tels que la «pratique continue» de la Ummah (communauté musulmane) et les «principes généraux d'équité» qui représentaient mieux «l'esprit». "du Prophète de l'Islam.
Au fil du temps, les juristes Hanafites et Malikites ont progressivement accepté la primauté du Coran et des hadiths prônés par le mouvement ahl al-hadith, restreignant l'utilisation d'autres formes de raisonnement juridique à l'interprétation de ces écritures. À leur tour, les juristes hanbalites, qui avaient dirigé le mouvement ahl al-hadith, ont progressivement accepté l'utilisation du qiyas tant que son application était strictement fondée sur des sources scripturaires.

## Voir également
- Ahl al-Hadith
- Hanafisme
- Malikisme
- Mu'tazilisme
- Ijma
- Ra'y